# Abba (Tunesien)
Abba (altgriechisch Ἀββα; lateinisch Obba) war eine antike karthagische Stadt in Nordafrika. Sie lag in der späteren römischen Provinz Africa proconsularis.
Im Jahr 203 v. Chr., gegen Ende des Zweiten Punischen Kriegs, flüchtete der westnumidische König Syphax nach Abba, nachdem sein bei Utica errichtetes Lager von seinen auf römischer Seite kämpfenden Konkurrenten Massinissa und Gaius Laelius angezündet und dadurch vernichtet worden war. Gleichzeitig zog sich der karthagische Feldherr Hasdrubal in das etwa acht Meilen von Abba entfernte Anda zurück.
Die genaue Lage von Abba ist unbekannt. Nach der Ansicht des Althistorikers Werner Huß, der auf den Polybios-Kommentar von Frank W. Walbank verweist, ist der antike Ort am ehesten mit den heutigen Orten Henchir Bou Djaoua oder Henchir Merkeb-en-Nabi zu identifizieren.
Auf dem in Abba bzw. Obba gelegenen Bistum basiert das heutige Titularbistum Obba der römisch-katholischen Kirche.